# Diều hâu đại bàng Ayres
Diều hâu đại bàng Ayres, tên khoa học Hieraaetus ayresii là một loài chim trong họ Accipitridae.

## Hình ảnh

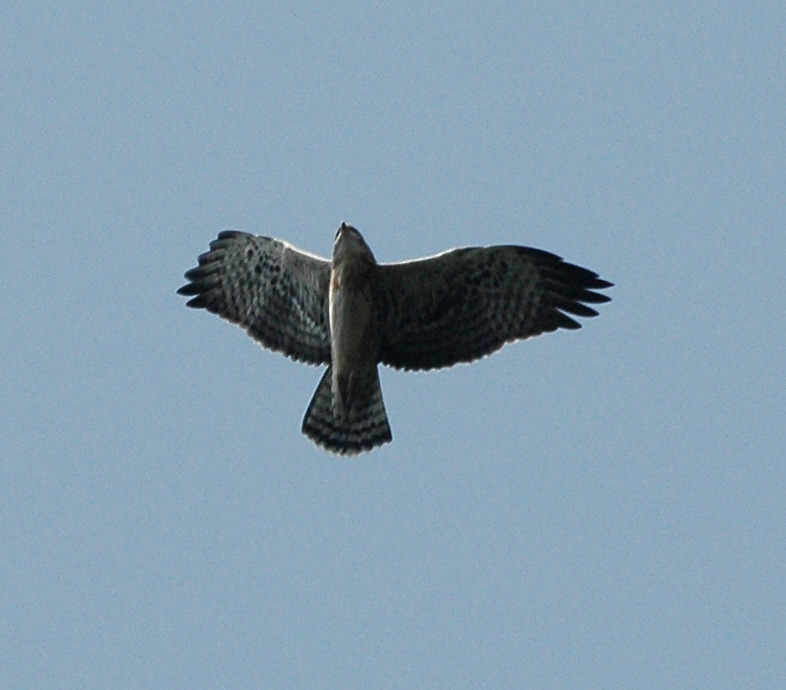
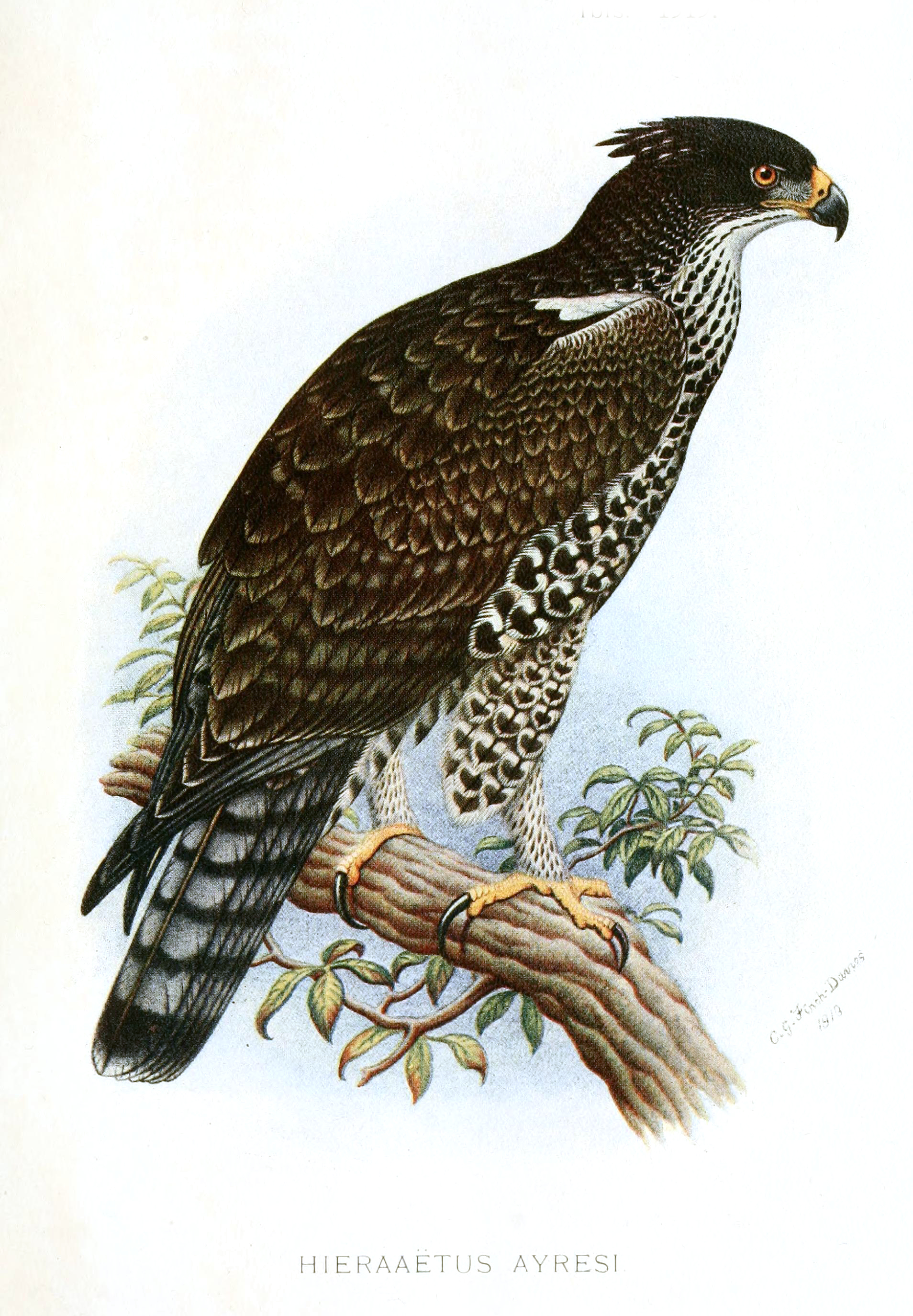